# Bahnhof Wörth (Isar)

Der Bahnhof Wörth (Isar) ist eine Betriebsstelle der Bahnstrecke Landshut–Bayerisch Eisenstein. Er ist der einzige Bahnhof auf dem Gebiet der Gemeinde Wörth an der Isar im niederbayerischen Landkreis Landshut. Der Zwischenbahnhof wurde am 15. Mai 1880 mit der Eröffnung des Streckenabschnitts zwischen Landshut und Pilsting in Betrieb genommen.

## Lage
Der Bahnhof liegt bei Streckenkilometer 17,4 an der eingleisigen, elektrifizierten Hauptbahn Landshut–Plattling (Streckennummer 5634). Der Bahnhof umfasst zwei Bahnsteiggleise.
Der Bahnhof befindet sich rund 500 Meter nordwestlich des Ortszentrums von Wörth. Das Empfangsgebäude hat die Adresse Bahnhofstraße 22. Der Bahnhofsbereich erstreckt sich etwa von der Überführung der Kreisstraße LA10 im Westen bis kurz vor den Bahnübergang Postauer Straße im Osten. Im Süden wird der Bahnhof von der Bahnhofstraße, dem Bahnweg und der angrenzenden Bebauung begrenzt, im Norden von der Dammstraße und der angrenzenden Bebauung.

## Infrastruktur
Der Bahnhof verfügt über zwei Bahnsteiggleise. Die beiden Seitenbahnsteige sind rund 280 Meter lang; die Bahnsteigkante liegt jeweils 76 Zentimeter über der Schienenoberkante. Die Bahnsteige sind durch eine Fußgängerüberführung miteinander verbunden. Seit dem Umbau 2016 ist der Bahnhof komplett barrierefrei. Er verfügt über digitale Anzeigen. Das Empfangsgebäude ist bis heute erhalten, jedoch für Fahrgäste nicht mehr zugänglich.
| Gleis | Nutzbare Länge | Bahnsteighöhe | Nutzung                           |
| ----- | -------------- | ------------- | --------------------------------- |
| 2     | 286 m          | 76 cm         | Züge in Richtung Landshut/München |
| 3     | 281,5 m        | 76 cm         | Züge in Richtung Plattling/Passau |

Am Bahnhof Wörth (Isar) befindet sich ein mechanisches Stellwerk der Einheitsbauart, das seit 1940 in Betrieb ist.

## Verkehr
Der Bahnhof Wörth (Isar) wird im Stundentakt von den Zügen des Donau-Isar-Express bedient, der München über Landshut und Plattling mit Passau verbindet. Seit dem Umbau im Jahr 2016 findet die notwendige Zugkreuzung auf dem eingleisigen Streckenabschnitt zwischen Landshut und Plattling planmäßig in Wörth statt. Zuvor wurde sie auf dem Betriebsbahnhof Loiching durchgeführt, der zwischen Wörth und Dingolfing liegt.